# Bogalinac
Bogalinac (izvirno srbsko Богалинац) je naselje v Srbiji, ki upravno spada pod Občino Rekovac; slednja pa je del Pomoravskega upravnega okraja.

## Demografija
V naselju, katerega izvirno (srbsko-cirilično) ime je Богалинац, živi 147 polnoletnih prebivalcev, pri čemer je njihova povprečna starost 55,0 let (53,5 pri moških in 56,5 pri ženskah). Naselje ima 70 gospodinjstev, pri čemer je povprečno število članov na gospodinjstvo 2,33.
To naselje je, glede na rezultate popisa iz leta 2002, večinoma srbsko, a v času zadnjih treh popisov je opazno zmanjšanje števila prebivalcev.
|  |

| Demografija | Demografija     | Demografija     |
| Leto        | Št. prebivalcev | Št. prebivalcev |
| ----------- | --------------- | --------------- |
|             |                 |                 |
|             |                 |                 |
|             |                 |                 |
|             |                 |                 |
| 1948        | 679             |                 |
| 1953        | 629             |                 |
| 1961        | 520             |                 |
| 1971        | 426             |                 |
| 1981        | 331             |                 |
| 1991        | 255             | 214             |
| 2002        | 192             | 163             |
|             |                 |                 |

| Etnična sestava po popisu iz leta 2002 | Etnična sestava po popisu iz leta 2002 | Etnična sestava po popisu iz leta 2002 | Etnična sestava po popisu iz leta 2002 | Etnična sestava po popisu iz leta 2002 |
| -------------------------------------- | -------------------------------------- | -------------------------------------- | -------------------------------------- | -------------------------------------- |
| Srbi                                   | Srbi                                   |                                        | 161                                    | 98,77%                                 |
| Črnogorci                              | Črnogorci                              |                                        | 1                                      | 0,61%                                  |
| Neznano                                | Neznano                                |                                        | 1                                      | 0,61%                                  |